# 熊本市立芳野小学校
熊本市立芳野小学校（くまもとしりつ よしのしょうがっこう）は、熊本県熊本市西区河内町野出にある公立小学校。熊本市立芳野中学校と連携型小中一貫教育を行っている。

## 沿革
- 1875年（明治8年） - 岳小学校、野出小学校、東門寺小学校開校
- 1921年（大正10年） - 岳、野出、東門寺の三校合併し、芳野小学校として開校
- 1956年（昭和31年） - 町村合併により河内芳野村が成立し、河内芳野村立芳野小学校と改称
- 1971年（昭和46年） - 町制施行により河内町と改称し、河内町立芳野小学校と改称
- 1991年（平成3年） - 河内町が熊本市に編入され、熊本市立芳野小学校と改称